# Roigheim
Roigheim er en by i den tyske delstat Baden-Württemberg, som ligger i kreisen Heilbronn. Roigheim har 1.444 indbyggere (2006).